# 臨江寺 (台東区)
臨江寺（りんこうじ）は、東京都台東区にある臨済宗大徳寺派の寺院。

## 歴史
1630年（寛永7年）、珪山宗璜によって開山された。珪山宗璜は当寺の総本山大徳寺第206世住職である。元々は不忍池の畔に位置し、「臨江庵」と称していたが、1681年（延宝7年）に現在地に移転した。その際に「臨江寺」に改称した。

## 文化財
- 蒲生君平墓（史跡名勝天然記念物 昭和17年指定）[3]
- 絹本墨画着色髑髏図（台東区有形文化財 平成12年度登載）[4]
- 絹本着色珪山宗璜像 附、絹本着色珪山宗璜像・紙本墨書珪山宗璜遺偈（台東区有形文化財 平成19年3月登載）[2]

## 墓地
- 古筆了仲（古筆鑑定家）
- 蒲生君平（儒学者）

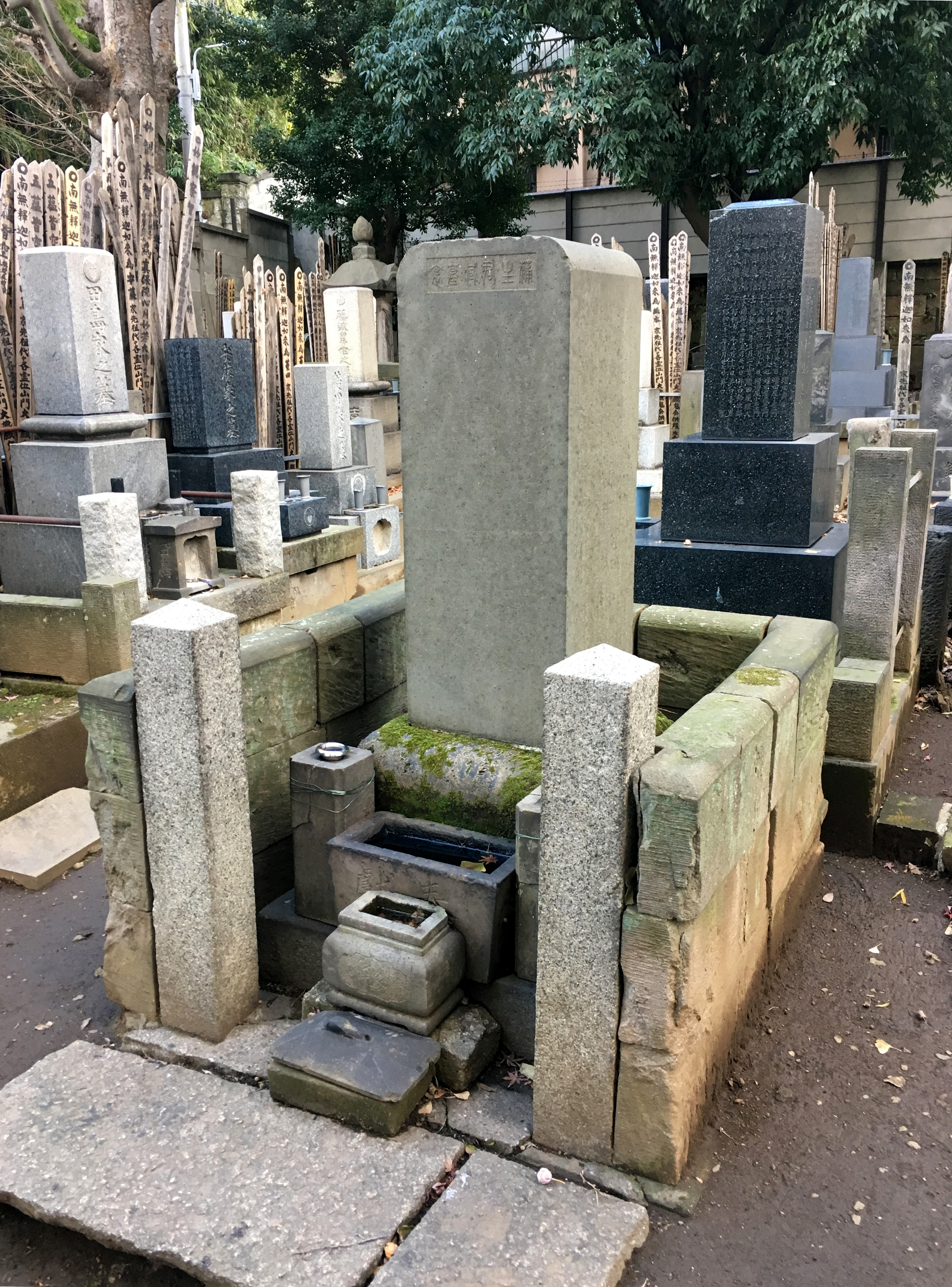
蒲生君平墓

## 交通アクセス
- 根津駅より徒歩4分（経路案内）。